# NOモーション。
NOモーション。（ノーモーション。）は、日本のお笑いコンビ。roots number2所属。
2008年1月結成。

## メンバー
矢野 ともゆき。（やの ともゆき、1979年10月30日 - ）
北海道札幌市東区出身。
ボケ担当。
血液型はO型。
『サザエさん』のアナゴさん、花沢さん、タラちゃん、波平さん、カツオくん、『北斗の拳』のケンシロウ、ナレーション、『ドラゴンボール』のベジータ、『ストリートファイターII』のリュウ、サガット、ザンギエフ、『キン肉マン』のキン肉マン、『機動戦士ガンダム』のアムロ・レイ、『ルパン三世』のルパン三世、銭形警部、『もののけ姫』のモロの君、『アンパンマン』のチーズ、『ジョジョの奇妙な冒険』の空条承太郎、『ゆっくり茶番劇』の霧雨魔理沙、『美味しんぼ』の山岡士郎、海原雄山、藤原竜也、美輪明宏、藤岡弘、、三國連太郎、三沢光晴、小渕健太郎、ウド鈴木、鉄拳、小峠英二、近藤春菜、クロちゃん、宮崎駿、加藤諒、佐藤二朗、さかなクン、北斗晶、佐山聡、郷ひろみ、保科有里、坂井良多、松平健など数々の物真似芸がある。
演歌歌手を目指していた経緯をもつ。
以前は侍PANGというトリオに在籍、芸名は「矢野ともゆき」。
星ノ こてつ。（ほしの こてつ、1980年3月1日 - ）
山口県出身。
ツッコミ担当。
血液型はA型。
『サザエさん』のマスオさん、『北斗の拳』のハート様、『ドラゴンボール』のナッパ、『ストリートファイターII』のエドモンド本田、ブランカ、『キン肉マン』のロビンマスク、アシュラマン、ラーメンマン、『機動戦士ガンダム』のブライト・ノア、『ルパン三世』の銭形警部、ルパン三世、『天空の城ラピュタ』のムスカ、『アンパンマン』のジャムおじさん、『ジョジョの奇妙な冒険』のスタープラチナ、『ゆっくり茶番劇』の博麗霊夢、安岡力也、江原啓之、西田敏行、橋本真也、黒田俊介、天野ひろゆき、鉄拳、チャンカワイ、山里亮太、ケンドーコバヤシ、マツコ・デラックス、佐藤二朗、金正男、獣神サンダーライガー、佐々木健介、石田重廣、金ちゃんなど数々の物真似芸がある。
マッスルミュージカルに出演していた。
ピン芸人時代の芸名は「タイガーこてつ」。
アメプロを始めプロレス好き。

## 概要
モノマネやアニメネタを得意とするお笑いコンビである。ものまねを活かした漫才やアニメのコントや、なりきりコスプレコントを得意としている。二人で400ものレパートリーがあると「スッキリ!!」に出演した際に報じられた。
元々は別々の活動をしており、こてつは「タイガーこてつ」として「ジンセイプロ」でピンのものまね芸人。矢野は「侍PANG」（ジパング）というお笑いトリオでオスカープロモーションに所属していた。2008年1月にユニット結成。ユニットとしての初仕事は2008年初頭に行った「ドラゴンボール」のベジータとナッパのコント。FLASHに掲載された特典映像だった。
コンビ結成のキッカケは、中川翔子がメインのサブカル番組、GyaOチャンネル内の「溜池Now」の「ギザ細かすぎて伝わらない アニメものまね選手権」において矢野が北斗の拳のモノマネで優勝を果たし、最後のボーナスネタにおいてベジータとナッパのモノマネを披露した。この時二人は「正式なコンビを組みたいと意識した」とブログで語っている。（溜池Nowにはタイガーこてつと侍PANG矢野として出場している。このころはユニット状態にあった）
またタレント城咲仁のバンド「真剣組」（ガチグミ）のメンバーとしても活動しており、歌舞伎メイクでご先祖精霊としてダンス、コーラス、MCなどをしている。なおこの時の名前はご先祖ヤーノスとご先祖コテピス。
フジテレビの『爆笑そっくりものまね紅白歌合戦スペシャル』にも常連出演しており、番組の1コーナー「ものまね大好きさん大集合」で「ストリートファイターII」「スパルタンX」「あつまれ どうぶつの森」などのコンピュータゲームのワンシーンのものまねネタを披露している。

## 出演

### テレビ
- ナリキリ!2（テレビ埼玉）矢野のみ、ナレーション担当（全回）
- しょこ♥リータ（テレビ東京、2008年12月10日 - 24日）「キャラクターボイスドラマ」オーディション矢野が合格で本編出演、ドラマCD「ブレザームーン」収録

### インターネット
- 溜池Now「ギザ細かすぎて伝わらない アニメものまね選手権」（GyaO、2008年7月7日、7月21日、8月4日）矢野は優勝
- やまだひさしのニコラジ
- ピンパイexプレス！
- ピンパイexプレス！Z（ゼット）
- ピンパイexプレス！神（ゴッド）
- ピンパイexプレス！超（スーパー）

### イベント
- 萌え車ミーティングIN明宝2008. MC
- 萌え車ミーティングIN明宝2009 MC
- ニコニコ超会議
- 長島自演乙プレゼンツ誕生会でおっつおつ
- マッスルミュージカル（こてつのみ）